# Jan Oppeln-Bronikowski
Jan Oppeln-Bronikowski (niem. Johann von Oppeln-Bronikowski także:Bronikovsky) herbu własnego (ur. 1679, Kunowo, powiat szamotulski  – zm. 1765, Poczdam), wojskowy szwedzki i polski, później pruski generał-major.

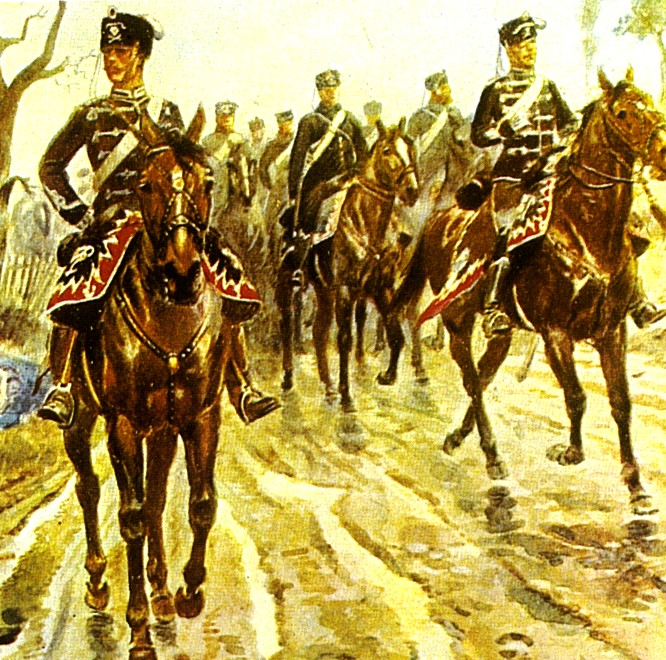
Pruscy huzarzy (z brygady lejbhuzarów, tzw. Totenkopfhusaren z Gdańska)

Syn Zygmunta, majora wojsk szwedzkich, pana na Kunowie, mając lat 15 wstąpił do armii szwedzkiej stacjonowanej na Pomorzu Szwedzkim i spędził w jej szeregach 7 lat, po czym zaciągnął się, już jako oficer kawalerii, do polskich wojsk koronnych, w których służył ok. 14 lat. W roku 1725 wstąpił w randze rotmistrza do rozbudowywanej właśnie przez króla Fryderyka Wilhelma I armii pruskiej i otrzymał zadanie zorganizowania pierwszego w historii wojska pruskiego pułku huzarów. Wywiązał się z niego znakomicie i awansował w roku 1729 na majora. W latach 1730–1731 kierował akcją zakupu koni dla pruskiej kawalerii i odbywał w związku z tym częste podróże do Polski i do Węgier. Później był przez 8 lat komendantem huzarów stacjonowanych przy granicy polsko-pruskiej. W 1740 awansował na pułkownika. Po inwazji Fryderyka Wielkiego na Śląsk Bronikowski wyróżnił się w bitwie pod Chotusicami (I wojna śląska, 17 maja 1742), otrzymał najwyższe pruskie odznaczenie wojskowe, order Pour le Mérite i awans na generała. W sławnej bitwie pod Hohenfriedebergiem (w Polsce zwanej po 1948 "Bitwa pod Dobromierzem", II wojna śląska) dowodził rezerwową kawalerią. W roku 1747 wystąpił ze względu na zaawansowany wiek z wojska i otrzymał bardzo wysoką jak na owe czasy emeryturę w wys. 600 talarów. Ze względu na zasługi przy organizacji i szkoleniu huzarów zwano Bronikowskiego "Prahuzarem" (Urhusar) lub "Przodkiem huzarów" (Stammvater der Husaren).